# Raymond Bass
Raymond Bass (n. 15 ianuarie 1910, Arkansas, SUA – d. 10 martie 1997, Los Angeles, California, SUA) a fost un gimnast artistic ce a reprezentat Statele Unite ale Americii, medaliat olimpic. A participat la o ediție a Jocurilor Olimpice (1932) în care a câștigat o medalie de aur.

## Participări
Lista de mai jos prezintă principalele competiții la care a participat Raymond Bass de-a lungul carierei.
- gymnastics at the 1932 Summer Olympics – men's rope climbing[*]